# Université d'État de Plymouth
L'université d'État de Plymouth (en anglais : Plymouth State University ou PSU) est une université américaine située à Plymouth dans le New Hampshire.

## Étudiants célèbres
- Anok Yai, mannequin

## Source
- (en) Cet article est partiellement ou en totalité issu de l’article de Wikipédia en anglais intitulé « Plymouth State University » (voir la liste des auteurs).